# Grzegorz Gościejewicz
Grzegorz Gościejewicz (ur. ok. 1610 w Mogilnie, zm. po 1674), kupiec poznański, burmistrz Poznania.
W 1639 osiadł na stałe w Poznaniu i zajął się działalnością aptekarską. Brał aktywny udział w pracach władz miasta, w latach 1640–1673 sprawował szereg funkcji - był ławnikiem, rajcą, wójtem, a w latach 1660, 1664, 1665 i 1667 burmistrzem. Przyczynił się do odbudowy gospodarki poznańskiej po okresie wojen ze Szwecją. Dorobił się na handlu znacznego majątku, wspierał inicjatywy dobroczynne i kościelne.
Z małżeństwa z Jadwigą Konieczną miał syna Andrzeja, który odziedziczył majątek i również sprawował funkcję burmistrza Poznania.